# Nuribta
Nuribta o també Nuribda va ser una ciutat cananea situada al nord de Palestina que a la meitat del segle xiv aC estava sota domini de Megiddo amb el rei Biridiya, vassall egipci.
Les Cartes d'Amarna la mencionen diverses vegades durant un període de 15 o 20 anys, entre el 1350 aC i el 1335 aC aproximadament. La majoria de cartes conservades formen part de la correspondència entre Biridiya i el faraó d'Egipte.